# アルフォンソ・カニョン
アルフォンソ・カニョン・リンコン（スペイン語: Alfonso Cañón Rincón、1946年3月20日 - ）は、コロンビアの元サッカー選手。ポジションはミッドフィールダー。

## 経歴
インデペンディエンテ・サンタフェの下部組織出身で1964年にトップチームデビュー、1976年まで在籍し13シーズンで3回のリーグ優勝を果たした。アトレティコ・ブカラマンガとアメリカ・デ・カリで2シーズンずつプレイした後サンタフェで引退した。サンタフェでは520試合146得点（共にクラブ記録）という成績を残しクラブ史上最大のアイドルにしてコロンビア史上最高の選手の一人と称されている。

## タイトル

### インデペンディエンテ・サンタフェ
- カテゴリア・プリメーラA：1966, 1971, 1975
- コパ・シモン・ボリバル：1970

### アメリカ・デ・カリ
- カテゴリア・プリメーラA：1979